# Luzech
Luzech település Franciaországban, Lot megyében. Lakosainak száma 1758 fő (2022. január 1.). Luzech Albas, Castelfranc, Crayssac, Labastide-du-Vert, Parnac és Saint-Vincent-Rive-d’Olt községekkel határos.

## Népesség
A település népességének változása:
| Lakosok száma | 1286 | 1580 | 1543 | 1746 | 1711 | 1783 | 1815 | 1789 | 1776 | 1758 |
|               | 1968 | 1982 | 1990 | 2006 | 2013 | 2015 | 2017 | 2019 | 2020 | 2022 |